# 柳城郡
柳城郡，古代中国的一个郡。相当于今遼寧省西部，隋唐时期营州的改称。

## 沿革

### 隋代（607年-618年）
北魏時代的營州昌黎郡，開皇（581年 - 600年）初设置營州总管府，大業（605年 - 618年）初废总管府，607年，设置柳城郡。
州：冀州、户数：751、县数：1 
- 柳城县（今辽宁朝阳市）…開皇元年（581年），北朝属建德郡龍城县。隋朝废建德郡龍城县改称龍山县。開皇18年（598年），改称柳城县。境内有带方山、秃黎山、雞鳴山、松山，渝水、白狼水。

### 唐代（742年-758年）
唐武德元年（618年），柳城郡改称營州总管府、領柳城1县。武德7年（624年），改为营州都督府。万岁通天二年（697年）、契丹孙万荣陷營州。神龍元年（705年），都督府移至幽州界，領漁陽、玉田二县。開元4年（716年），重回柳城。開元8年（720年），移至漁陽。開元十一年（723年），重回柳城。天宝元年（742年），改称柳城郡。乾元元年（758年），改为營州上都督府。
户数：997、人口：3789、县数：1
- 柳城县（今辽宁省朝阳市双塔区狼山）…西北接奚、北接契丹。東北鎮醫巫閭山祠，東临碣石山。

唐朝柳城郡太守
- 安禄山（741年—755年）
- 吕知诲（755年—756年）
- 刘正臣（756年）
- 徐归道（756年—757年，安禄山所任）

## 脚注
1. ↑  《新唐書》万岁通天元年（696年）。
2. ↑  《新唐書》圣历二年（699年）。
3. ↑  《新唐書》開元五年（717年）。